# Peterhof (Veliki Nóvgorod)

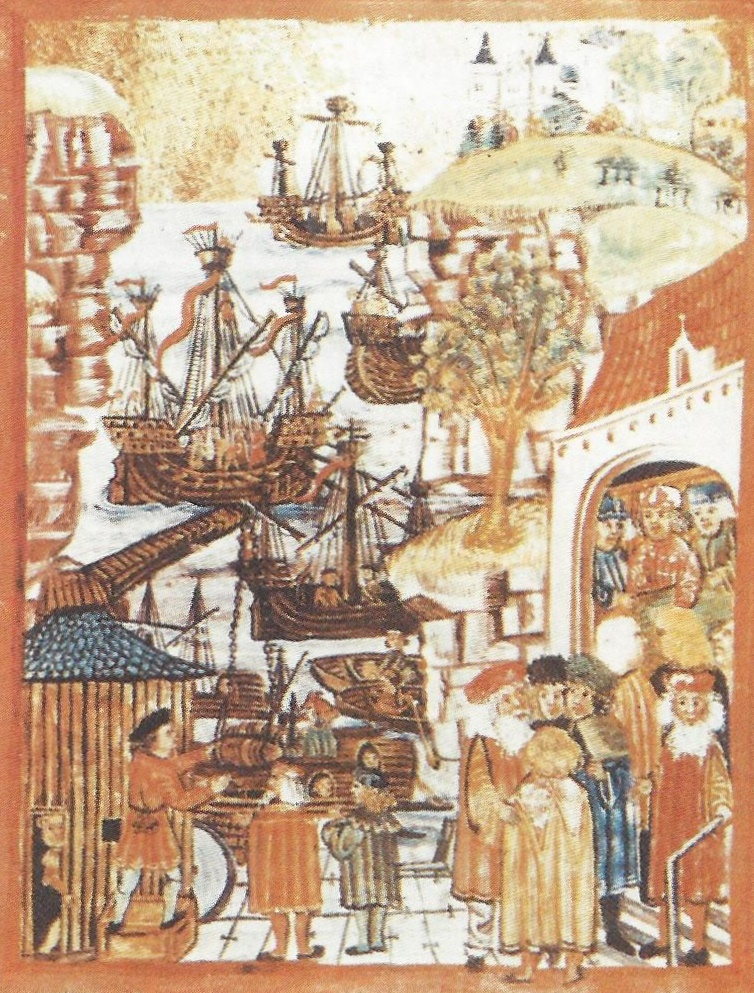
El Peterhof en Novgorod.

El Peterhof (en latín: Curia Sancti Petri), en Novgorod, Rusia, fue uno de los cuatro puestos comerciales (kontor) de la Liga Hanseática a finales de la Edad Media.

## Ubicación

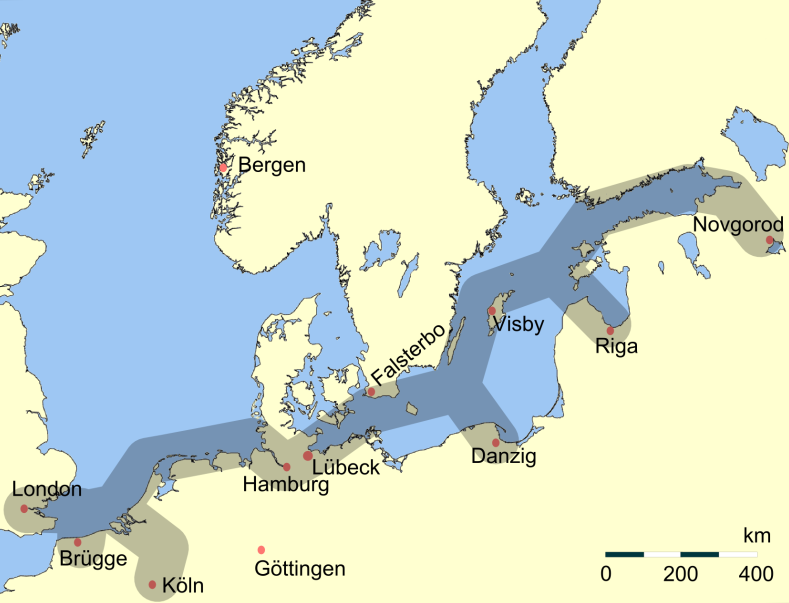
Novgorod, el extremo oriental de las rutas de la Hansa.

El Peterhof estaba en Novgorod, en la margen derecha del Volkhov, el lado comercial de la ciudad y limitaba con el mercado de Novgorod.

## Historia
El puesto comercial más oriental de la Liga Hanseática en Novgorod existió desde mediados del siglo XIII, inicialmente bajo la influencia dominante de la cooperativa Gotland Riders. Es de particular importancia histórica porque las reglas internas, es decir, la orden judicial de esta base comercial, Schra o, debido a las siete versiones sobrevivientes, también llamada Schraen en la mayoría, se han dictado, de modo que los procesos organizativos aún pueden ser rastreados hoy.
La oficina estaba en un distrito de Nóvgorod cercado por una empalizada, que solo tenía una puerta como entrada. Por temor a robos a los rusos solo se les permitía acceder al Peterhof durante el día para hacer compras y ventas. Fuera de la oficina, los negocios con los alemanes estaban prohibidos. Por la noche, la puerta estaba bien cerrada. La pieza central era la iglesia epónima de piedra de San Pedro que servía de lugar de encuentro de los comerciantes, lugar permanente de almacenamiento de documentos y caja de la oficina, lugar de balanzas y almacén. Alrededor de la iglesia estaban las casas de madera en las que los aproximadamente 200 comerciantes de un lado y los jornaleros y aprendices del otro lado vivían en comunidades. Además, estaban los edificios comerciales y administrativos, la cocina de la cervecería y un cobertizo de almacenamiento. En caso de peligro, el edificio de piedra de la iglesia servía de refugio.

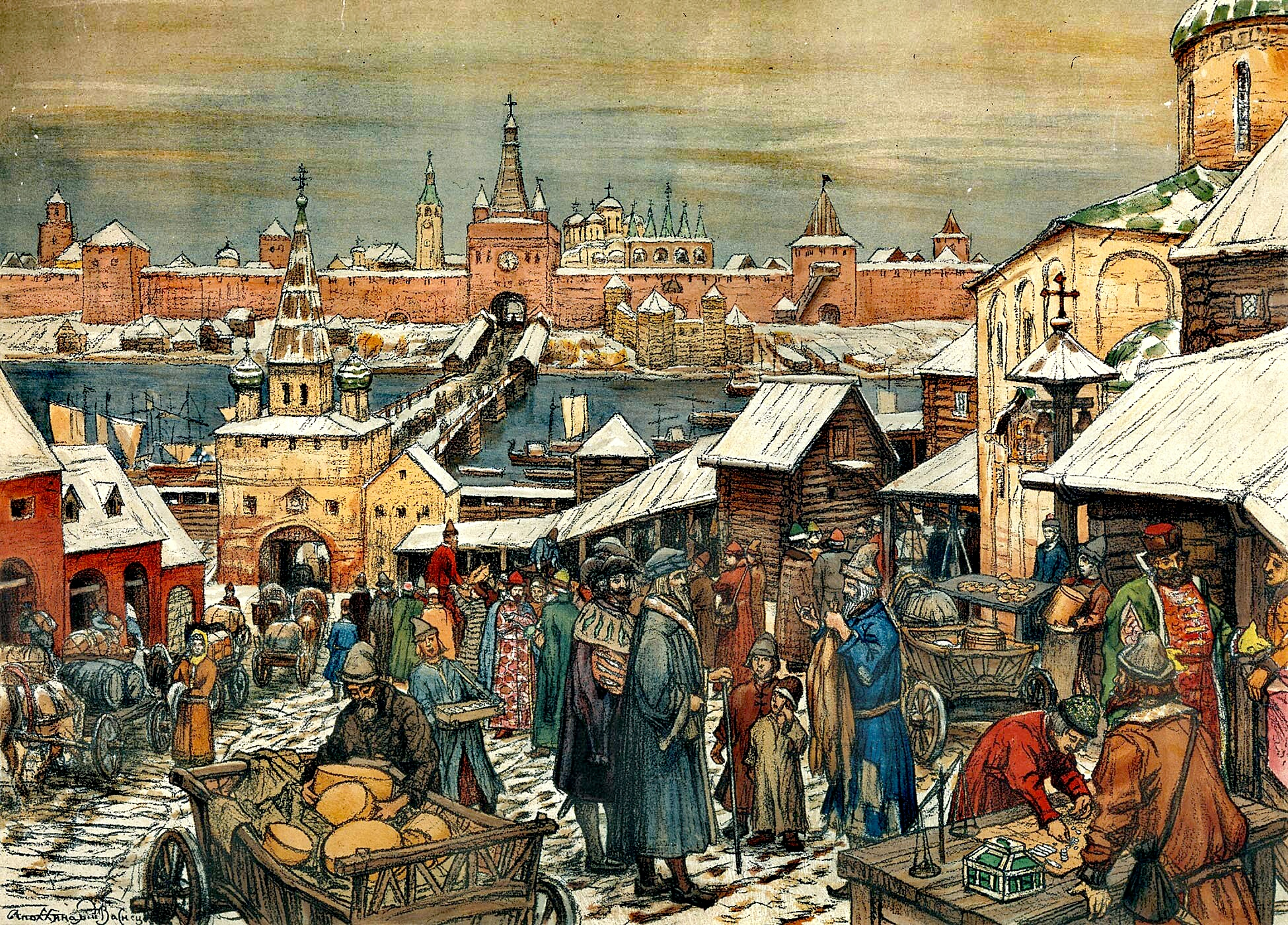
Plaza del mercado de Novgorod.

Novgorod era el único kontor que no estaba en un puerto marítimo y se llegaba al mismo por agua desde el golfo de Finlandia a través del Neva, el lago Ladoga y el río Volkhov proveniente del lago Ilmen. Para hacer esto, la mercadería tenía que ser trasvasada a botes fluviales poco profundos. Debido a que el viaje era difícil y agotador, los comerciantes se quedaban todo el verano (conductores de verano) o todo el invierno (conductores de invierno). Sin embargo, no había comerciantes o asistentes presentes permanentemente como en los otros tres puestos comerciales, el London Stalhof, Bryggen en Bergen o Brujas. Durante la ausencia, la caja registradora de la oficina se mantenía en la Marienkirche en Visby en la isla de Gotland de acuerdo con las disposiciones de la Schra.
La oficina estaba bajo la dirección de un anciano, cuyos poderes, debido a la lejanía del lugar, probablemente eran mucho más amplios que en las otras oficinas. La soberanía se debió inicialmente a Visby como Oberhof, luego con el rápido ascenso de Lübeck desde 1293 en adelante como Oberhof. Después de un boicot comercial contra Rusia por parte de la Liga Hanseática, el alcalde de Lübeck, Johann Niebur, puso la situación sobre una nueva base en 1392 con el acuerdo conocido como el beso de la cruz de Niebur. Con el florecimiento de la Livonia Ciudades hanseáticas en el siglo XV, Lübeck también fue expulsada de su supremacía por estas desde 1442 en adelante. Estas luchas de poder demostraron la importancia económica de este punto final oriental del sistema de comercio hanseático, donde los productos de Flandes y Londres (como telas) se intercambiaban por productos primarios de Rusia. En 1494, el zar Iván III irrumpió en la oficina cerrada y la destruyó. El comercio de la Liga Hanseática, especialmente Lübeck, se trasladó después de un tiempo a Pleskau y Narva. Después de la destrucción por el zar Iván, no hubo más edificios de la liga hanseática en Novgorod.

## Información relacionada

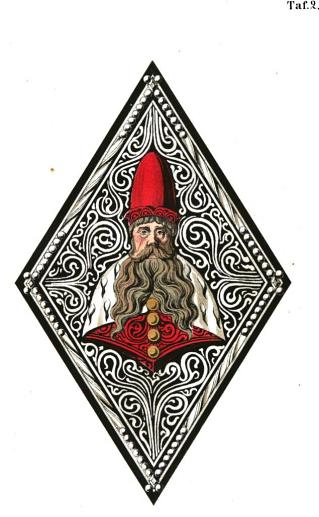
Escudo de armas de los conductores de Novgorod de Lübeck; acero grabado de 1867 según un dibujo de Carl Julius Milde de un escudo de armas tallado por Benedikt Dreyer, 1527.

- Los paneles medievales de los puestos de conductores de Rusia en la Nikolaikirche en Stralsund se encuentran entre las raras representaciones del comercio ruso durante el período hanseático.
- La conversación y el diccionario del asistente del comerciante de Lübeck, Tönnies Fonne, creado en Pleskau en 1607, proporciona información sobre el comercio entre comerciantes alemanes y rusos.
- El escudo de armas de la empresa comercial de conductores de Novgorod de Lübeck, que se estableció a finales de la Edad Media, se puede ver junto a los de las otras empresas en la Schiffergesellschaft. El Nowgorodfahrer fue en 1853 como todos los demás Lubeck Kaufmannskompagnien, los comerciantes de Luebeck , que ahora funciona como una corporación pública y sucesora de todas las armas / sellos en sus corporaciones resucitadas todavía en su sello (Alianza).
- San Prokop de Ustyug trabajó como comerciante hanseático en la oficina antes de convertirse en Jurodiwy.